# Lycianthes purpusii
Lycianthes purpusii là loài thực vật có hoa trong họ Cà. Loài này được (Brandegee) Bitter mô tả khoa học đầu tiên năm 1919.